# فيض أباد (سفيد دشت)
فیض أباد (بالفارسية: فیض‌آباد) هي قرية تقع في إيران في قسم سفید دشت الريفي.